# Joseph Washington Frazer
Joseph Washington Frazer (* 4. März 1892 in Nashville, Davidson County, Tennessee; † 7. August 1971 in Newport, Newport County, Rhode Island) war ein US-amerikanischer Industrieller in der Automobilindustrie im frühen bis mittleren 20. Jahrhundert. Er war in der Geschäftsleitung der Unternehmen Chrysler, Graham-Paige, Kaiser-Frazer Corporation und Willys-Overland. Er war ein Verwandter von George Washington.

## Chrysler
Als er bei Chrysler beschäftigt war, hatte er eine Idee für das neue kostengünstige Automobil des Unternehmens, die er Walter P. Chrysler mitteilte: "Warum nennen Sie den Wagen nicht Plymouth? Das ist ein guter alter amerikanische Name. Jeder Farmer kennt den Plymouth-Bindfaden."

## Graham-Paige und Kaiser-Frazer

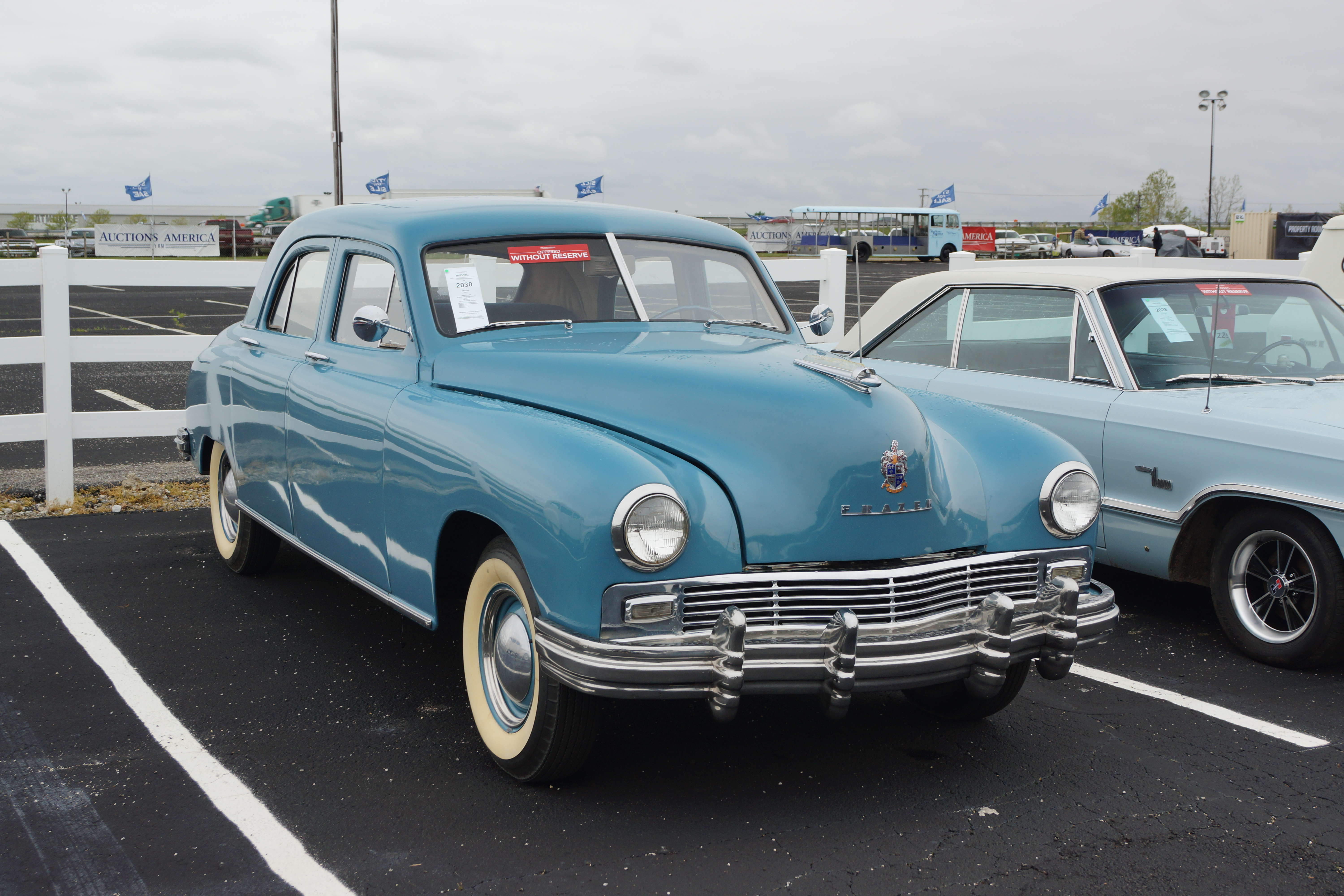
Frazer Standard (1948)

1944 übernahm Frazer den wirtschaftlich angeschlagenen Automobilhersteller Graham-Paige, der auch landwirtschaftliche Geräte unter dem Namen Rototiller produzierte.
Nach dem Ende des Zweiten Weltkriegs ging Frazer eine Geschäftsbeziehung mit Henry J. Kaiser ein. Beide gründeten den Automobilhersteller Kaiser Frazer, der ab Mai 1946 die ersten neu konstruierten nordamerikanischen PKWs in Serie produzierte. Die Basisversionen wurden unter der Marke Kaiser verkauft, während die höherwertigen, teureren Ausführungen unter der Marke Frazer erschienen. 1951 wurde die Marke Frazer eingestellt.

## Immobilien
In den frühen 1960er-Jahren betätigte sich Graham-Paige nun noch im Immobiliengeschäft und kaufte z. B. den Madison Square Garden. 1962 änderte sie ihren Namen offiziell in Madison Square Garden Corporation.

## Zeitschriftenartikel
- Im April 1945 wurde er in einem Artikel des Time Magazines, “From Riches to Riches” erwähnt.
- "A Few who Failed - unsuccessful automakers".